# Harmonices mundi
Harmonije svijeta
"Harmonije svijeta" je peta Keplerova knjiga. Dovršio ju je 1618. godine i u njoj nam je dao treći Keplerov zakon kao propoziciju br. 8 u poglavlju "Glavne propozicije astronomije potrebne za ispitivanje nebeskih harmonija". 
{\displaystyle {\frac {T_{1}^{2}}{T_{2}^{2}}}={\frac {a_{1}^{3}}{a_{2}^{3}}}}
Ona glasi: kvadrati perioda ophoda (T) planeta odnose se kao kubovi njihovih srednjih udaljenosti (a) od Sunca
Važnost trećeg zakona je u tome što je on posljedica zakona sile i u sebi krije podatak da sila teže opada s kvadratom udaljenosti. Vidjet ćemo kako je to Isaac Newton pročitao.
Ta propozicija je jedino u ovoj knjizi što vodi naprijed, a sve ostalo je vraćanje unazad, skroz do Pitagore. (Vidi: Keplerove Čudne ideje )